# Brevet-Rang
Brevet ist eine dem englischen Sprachgebrauch entnommene Bezeichnung für einen Titularrang oder Rang auf Zeit. Brevet-Ränge waren in einigen Heeren, insbesondere dem britischen und dem US-amerikanischen, üblich. Im System der Beförderung eines Offiziers innerhalb seines Regiments oder Korps verlieh ihm ein Brevet einen höheren Dienstgrad im Heer als in seinem Regiment oder Korps.

## Vereinigtes Königreich
Im Vereinigten Königreich wurden Brevet-Ränge nur als Höflichkeitstitel verliehen und der Brevet-Rang offiziell neben dem regulären Rang verwendet. Ursprünglich bezeichnete der Begriff eine Beförderung, die zu Anlässen wie einer Krönung oder dem Ende eines großen Krieges verliehen wurde, und hatte seinen Ursprung in der Zeit der Glorious Revolution um 1688. Brevet-Beförderungen wurden zeitweise so ausufernd verwendet, dass ihre Verleihung ab 1854 von der Regierung streng auf Fälle von sehr herausragenden Leistungen im Feld und auf der Grundlage des Dienstalters beschränkt wurde. Die britische Armee beschränkte Brevets auf Beförderungen in Ränge vom Captain bis Colonel. Das Brevet verlieh einen Rang in der British Army insgesamt, aber ausdrücklich nicht im Regiment. Aufstiege im Regiment konnten bis zu den Cardwell-Reformen 1871 grundsätzlich nur durch Kauf oder aufgrund des Dienstalters erfolgen und nur wenn eine geeignete Stelle durch Tod, Pensionierung oder Beförderung eines ranghöheren Offiziers frei wurde. Für einen Offizier, der eine Dienststellung bei seinem Regiment ausübte, zählte nur der Regimentsrang. Wenn das Regiment Teil eines Großverbands war, konnte der Brevet-Rang zur Bestimmung des Kommandos über temporäre Einheiten herangezogen werden, die für besondere Einsätze gebildet wurden. Das Brevet selbst war nicht unmittelbar mit Dienstaufgaben oder einem höheren Sold verbunden, konnte aber zu einer höher besoldeten Dienststellung in einer solchen temporären Einheit berechtigen.

## Vereinigte Staaten
In den Vereinigten Staaten wurden Brevet-Ränge erstmals 1776 in der Continental Army während des amerikanischen Unabhängigkeitskrieges an zunächst 36 ausländische, zumeist französische, Offiziere verliehen. Bis 1784 erhielten weitere 50 Offiziere den Rang. Dieser Rang hatte nur eine zeitlich begrenzte Auswirkung auf das Recht eines höheren Kommandos oder einer höheren Besoldung.
Der Kongress der Vereinigten Staaten von Amerika bestätigte 1806 in den 101 Articles of War diese Möglichkeit der Verleihung der Brevet-Ränge. Damit sollten Soldaten – sowohl Mannschaften als auch Offiziere – für im Kampf erworbene Verdienste auf Zeit befördert und ausgezeichnet werden; ein Anspruch auf Dienststellung ergab sich daraus nicht, und nur teilweise auf ein höheres Kommando oder eine höhere Besoldung. Oft kam es auch vor, dass einem gewöhnlichen Soldaten oder Offizier eine ranghöhere Aufgabe übertragen wurde, im Stellenplan aber keine der Aufgabe entsprechende Stelle vorhanden war und er zunächst im höheren Brevet-Rang ohne höhere Besoldung die Aufgabe wahrnahm. Üblich war allerdings die Verwendung des höheren Rangs in Anrede und Korrespondenz.
Beispiele:
- Winfield Scott: 1814 Brevet-Rang als Generalmajor und 1855 als Generalleutnant; 1841 regulärer Generalmajor als Commanding General of the United States Army.
- George Armstrong Custer: 1864 Brevet-Rang als Generalmajor; letzter regulärer Rang Oberstleutnant.[3]
- Nelson Appleton Miles: Brevet-Rang 1864 als Brigadegeneral und 1865 als Generalmajor der Freiwilligenorganisation des Heeres, Brevet-Rang 1867 als Brigadegeneral und 1867 auch als Generalmajor des regulären Heeres;  regulär 1880 als Brigadegeneral, 1890 als Generalmajor und 1900 als Generalleutnant und letzter Commanding General of the United States Army.

Der Titularrang diente zudem zwei weiteren Zwecken: Zum einen wurde er bei Kriegsgerichten berücksichtigt, da  die Richterschaft nur aus Offizieren gebildet werden konnte, die im Rang höher standen als der Angeklagte.

Zum anderen kam er im Konfliktfall zur Anwendung. Hintergrund war die Zusammensetzung der Streitkräfte aus regulären Einheiten und Miliztruppen. Die militärisch geschulten Berufssoldaten des US-Heeres führten eher kleine Einheiten und damit auch niedere Ränge. Die größeren Milizkontingente hingegen wurden oft von Politikern geführt, die dann höhere Ränge beanspruchten, denen es aber an militärischer Erfahrung mangelte. Wenn reguläre und Miliz-Verbände zusammen kämpften, ging das Kommando an den ranghöheren Befehlshaber – durch Verweis auf den Titularrang sollten dabei die kampferprobten Berufssoldaten bevorzugt werden.
Eine aus heutiger Sicht leicht verwirrende Situation ergab sich, wenn Offiziere regulärer Einheiten von ihrem Dienst abgezogen und zu einer Miliztruppe abgestellt wurden. Sie besaßen neben ihrem Rang im US-Heer noch den Rang, den ihnen die Miliz verlieh, darüber hinaus konnten sie in beiden Truppen einen Titularrang erworben haben, insgesamt also bis zu vier verschiedene Dienstgrade führen. Im Bürgerkrieg machten die Nordstaaten besonders häufig von der Möglichkeit der Verleihung von Brevet-Rängen Gebrauch. Zu Beginn wurden nur verdiente Soldaten ausgezeichnet, mit Fortdauer des Krieges dann alle im Felde stehenden Offiziere und schließlich auch die in der Etappe. Diese Praxis führte bei den im Kampf ausgezeichneten Offizieren zu Verstimmungen, daher wurde ab 1866 weitgehend auf die Verleihung von Titularrängen verzichtet und stattdessen Ehrenzeichen verliehen. Nach 1945 wurden nur noch wenige Brevet-Ränge verliehen und 1956 wurden sie abgeschafft.